# Vie de la Vierge (Dürer)
La Vie de la Vierge est une série de dix-neuf gravures sur bois et d'un frontispice réalisées par l'artiste de la Renaissance allemande Albrecht Dürer, qui a été publiée sous forme de livre. 
L'un des meilleurs ouvrages subsistant se trouve à Munich, à la Staatliche Graphische Sammlung. 

## Histoire
Albrecht Dürer commence le cycle en 1502 et ne l'achève qu'entre 1510 et 1511. Dürer est encore en train de travailler sur sa série de la Grande Passion lorsqu'il commence à aborder la Vie de la Vierge. Seules seize des planches sont terminées en 1504, l'achèvement final étant encore retardé par le deuxième séjour de l'artiste à Venise de 1505 à 1507. Il achève son travail entre 1510 et 1511. 
À la Renaissance, la dévotion mariale revêt une grande importance. Les graphistes et écrivains de l'époque illustrent la vie de la Mère de Dieu à partir des apocryphes bibliques et de La Légende dorée de Jacques de Voragine. 
Bien que certaines gravures de Martin Schongauer aient des motifs similaires à ceux de Dürer, le historiens de l'art reconnaissent que Dürer n'a pas imité les œuvres existantes, mais a plutôt redéveloppé les thèmes avec ses propres idées conçues à l'avance.
Dix-sept planches, terminées en 1505, ont été copiées par Marcantonio Raimondi et en constituent la copie vénitienne la plus célèbre, à la suite de la publicité qui en fut donnée par Vasari.

## Description et style
Les scènes de la Vie de la Vierge sont alliées à un esprit serein et délicat, avec quelques traits humoristiques grâce au sujet qui a permis l'insertion, ici et là, de la société de l'époque composée de paysans, bourgeois, nobles et roturiers. Dürer livre des scènes d'intérieur et d'extérieur intimes et chaleureuses, où il se plait à illustrer ses réflexions poussées sur l'art de la perspective.
La représentation avec la Naissance de la Vierge est peut-être la plus belle feuille de toute la série, avec une description réaliste de l'activité dans une chambre post-partum en Allemagne à l'époque. L'accoucheuse, sainte Anne, est assistée de deux femmes ; la Vierge est allongée sur un lit somptueux, placé au fond de la chambre. Pendant ce temps, le nouveau-né est préparé pour son bain par une autre bonne. Les femmes restantes trouvent un rafraîchissement dans le cadre des « rafraîchissements de baptême », une coutume en usage à l'époque.
Les scènes représentées sont :
1. Frontispice (1510-1511)
2. La Victime de Joachim (1504)
3. L'Annonce à Joachim (1505)
4. Joachim et Anne à la Porte dorée (1504)
5. Naissance de la Vierge (1503)
6. Présentation de Marie au Temple (1504-1505)
7. Le Mariage de la Vierge (vers 1504)
8. L'Annonciation (1500-1502)
9. La Visitation(1503)
10. Adoration des bergers (Nativité) (1504-1505)
11. Adoration des rois mages (1501-1502)
12. La Présentation au Temple (1505)
13. La Circoncision du Christ (1505)
14. La Fuite en Égypte (1503)
15. Le Repos pendant la fuite en Égypte (la Sainte Famille dans une cour) (1504-1505)
16. Le Christ et les docteurs  (1503)
17. Le Christ prenant congé de sa mère (vers 1505)
18. La Mort de la Vierge (1510)
19. Assomption (1510)
20. La Vénération de la Vierge (vers 1500)

## Diffusion
Avec d'autres gravures sur bois telles que la Grande Passion ou la Petite Passion, Dürer publie la Vie de la Vierge en 1511 dans un livre illustré comprenant dix-neuf gravures en pleine page, auxquelles s'ajoute le frontispice. Le format des estampes (env. 29,7 x 21 cm) est légèrement plus réduit que celui de L'Apocalypse  et de la Grande Passion, mais le parti pris est identique : l'mage occupe le recto, tandis que le texte est rejeté au verso. Il est fourni avec des poèmes latins du bénédictin Benedictus Chelidonius du monastère Saint-Ägidien à Nuremberg, poète et théologien humaniste, admirateur de Conrad Celtis et proche de Willibald Pickheimer. Au total, Dürer produit environ 90 gravures sur bois au cours de cette période.

## Galerie

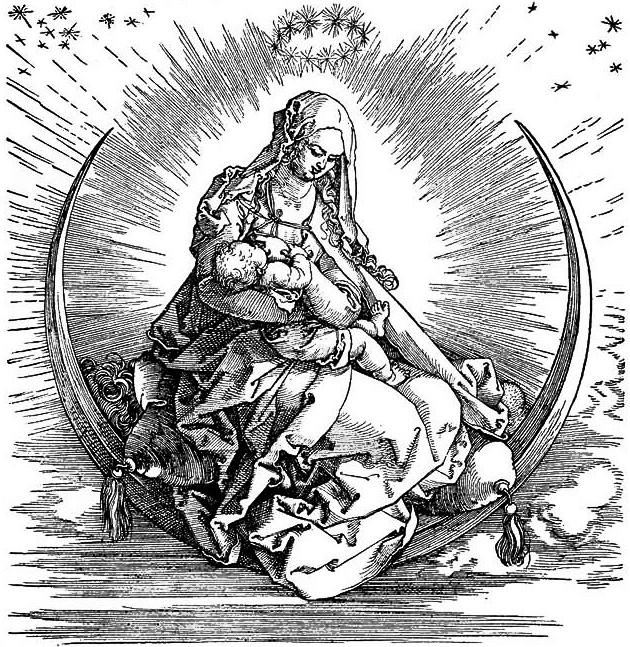
Frontispice (détail, 1510-1511)
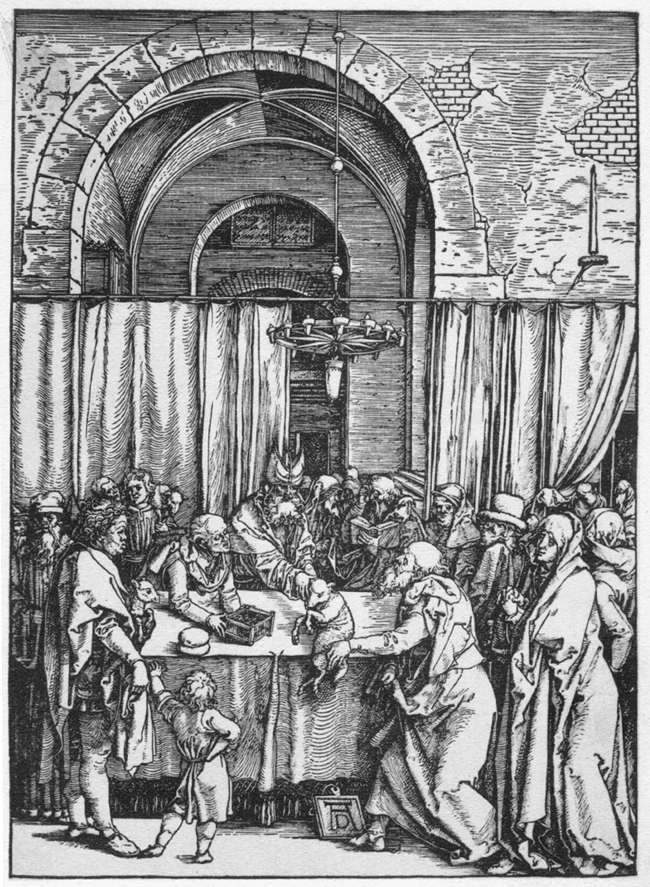
Joachim chassé du temple (1504)
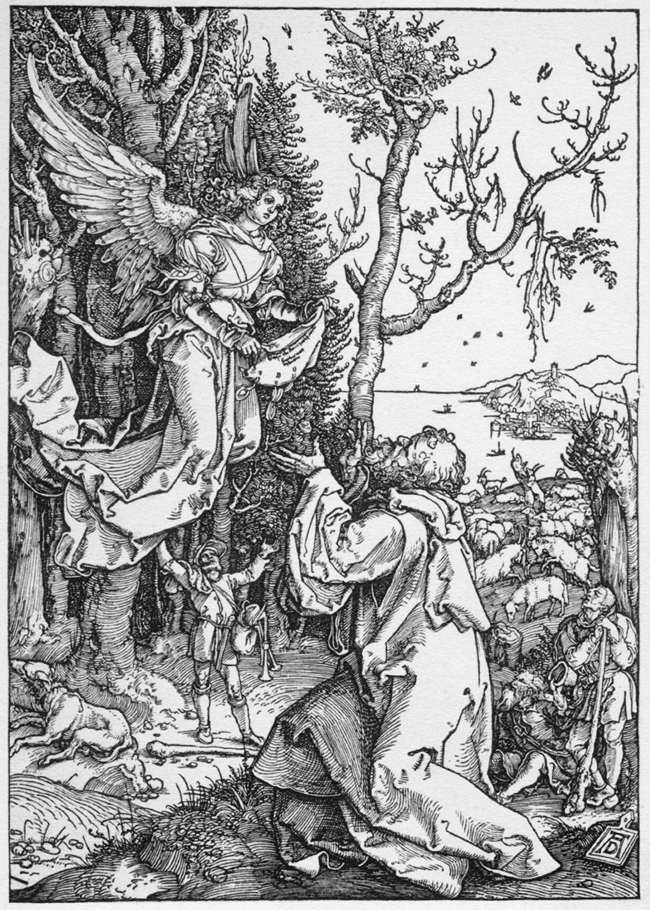
L'Ange apparaît à Joachim (1505)
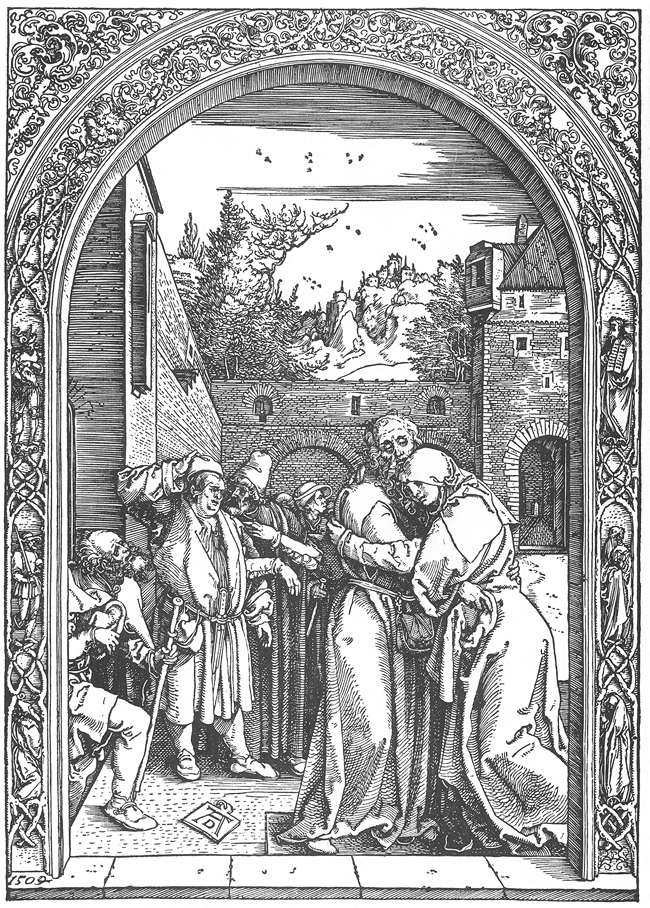
Rencontre à la Porte dorée (1504)
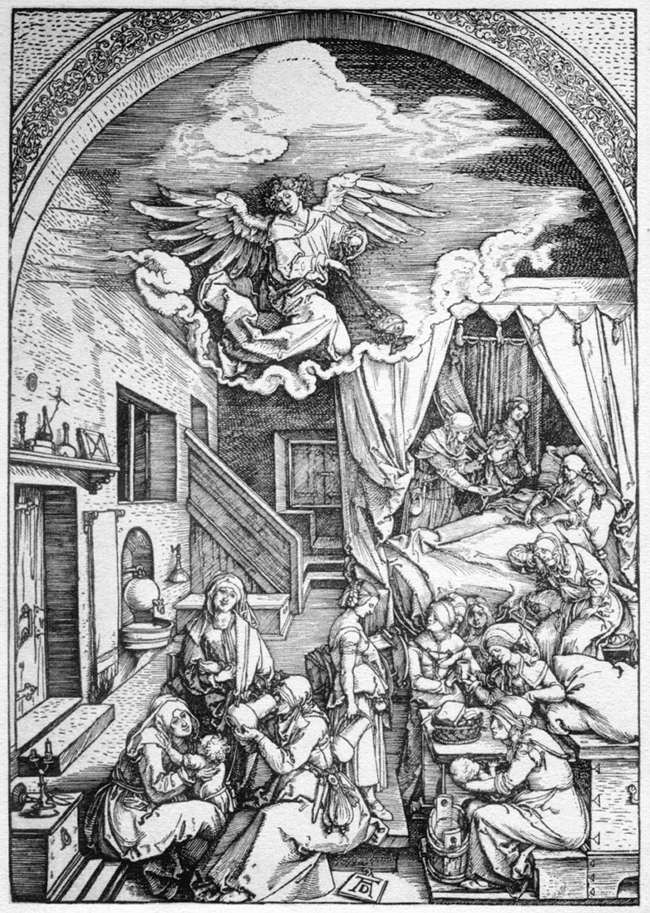
Naissance de la Vierge (1503)
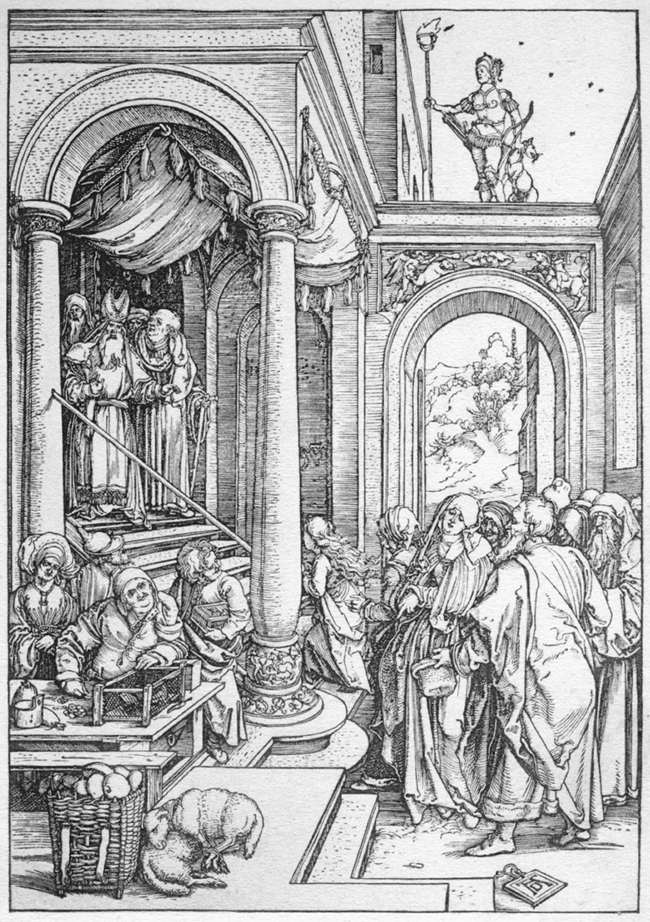
Présentation de Marie au Temple (1504-1505)
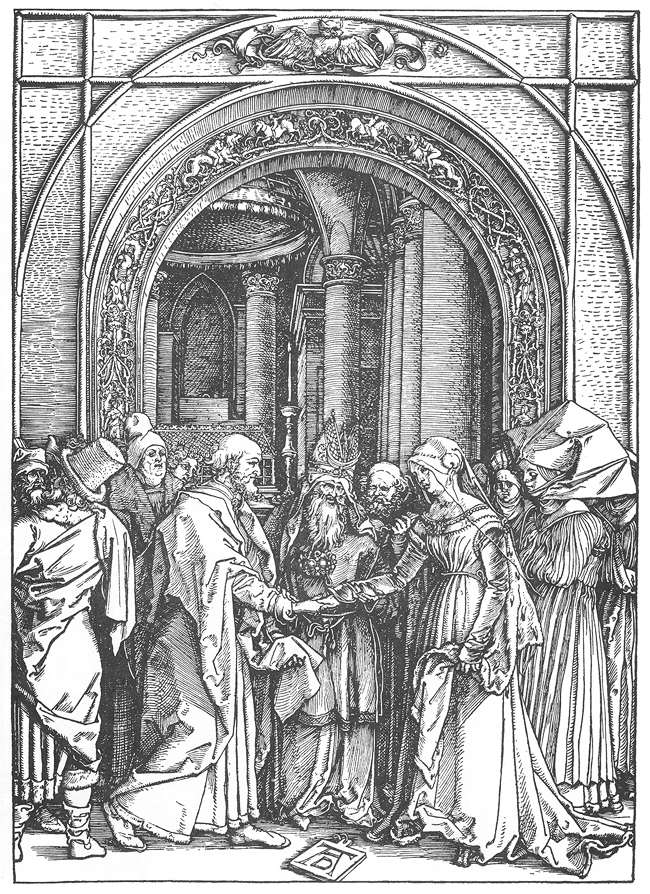
Mariage de la Vierge (vers 1504)
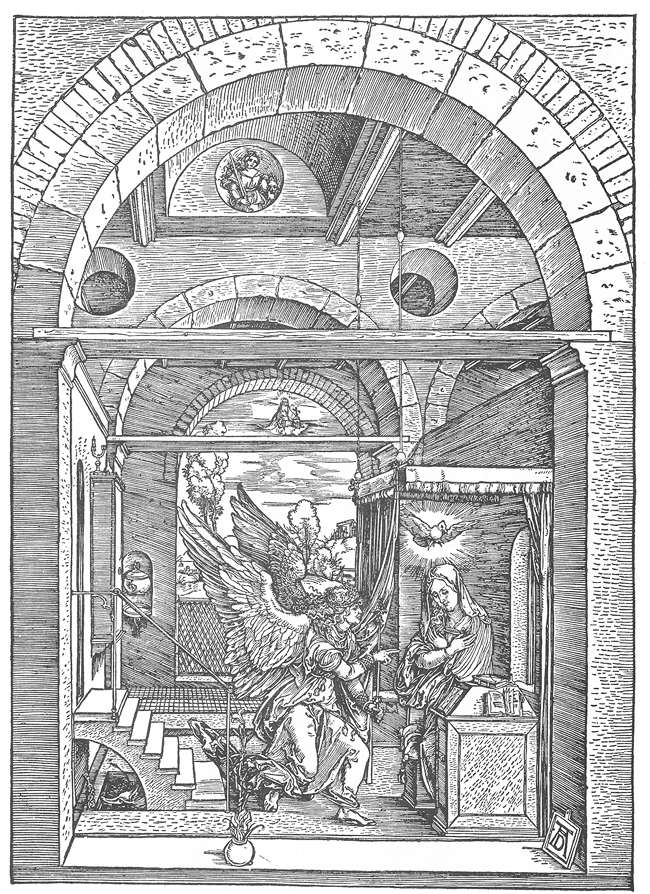
L'Annonciation (1500-1502)
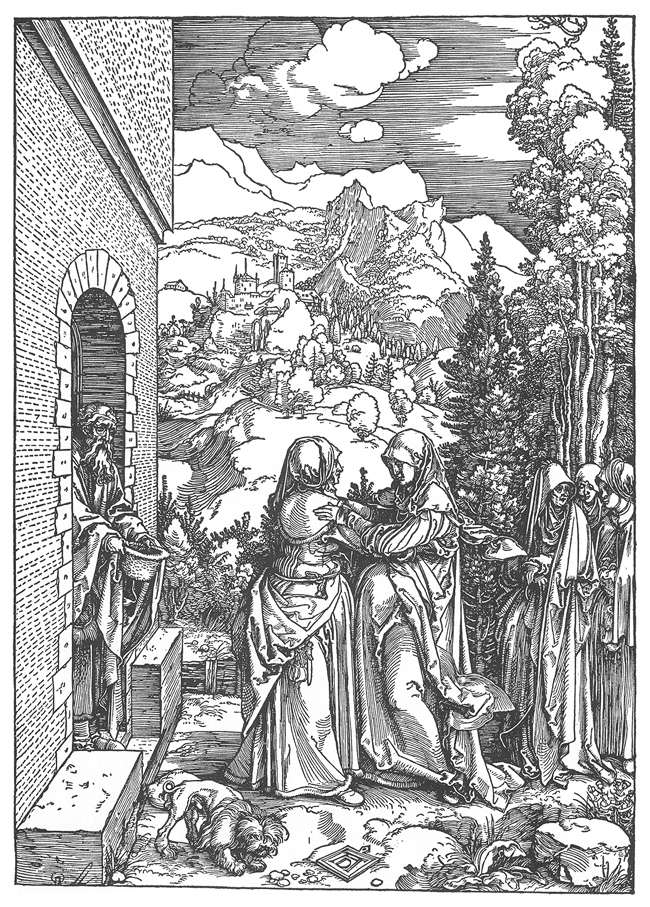
La Visitation (1503)
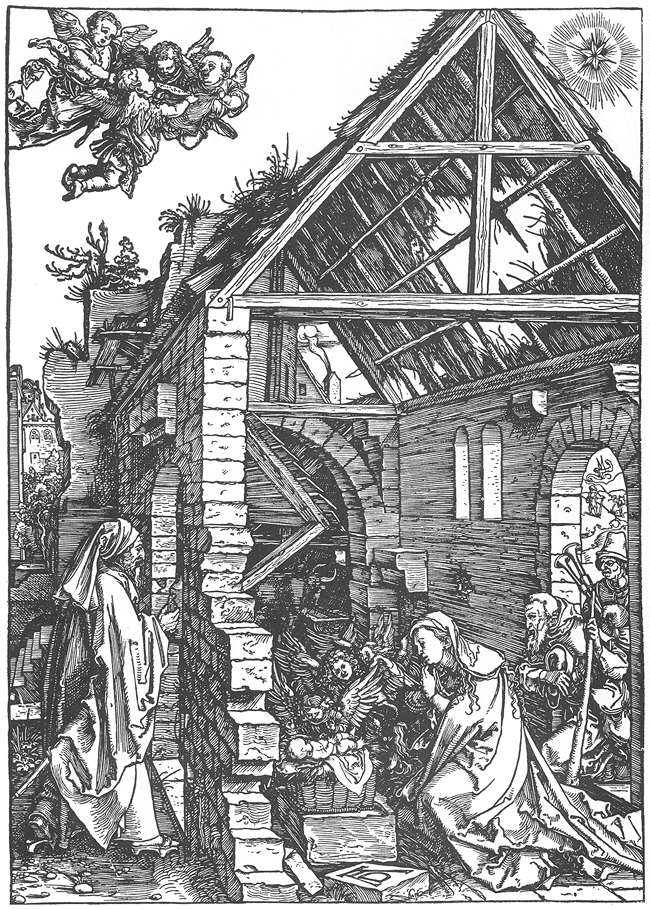
Adoration des bergers (Nativité) (1504-1505)
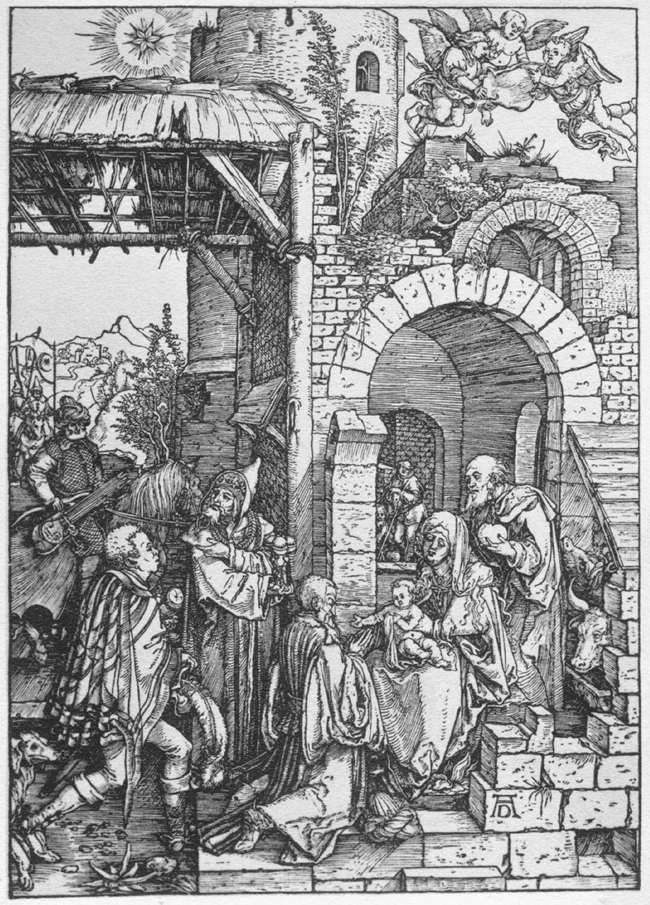
Adoration des mages (1501-1502)
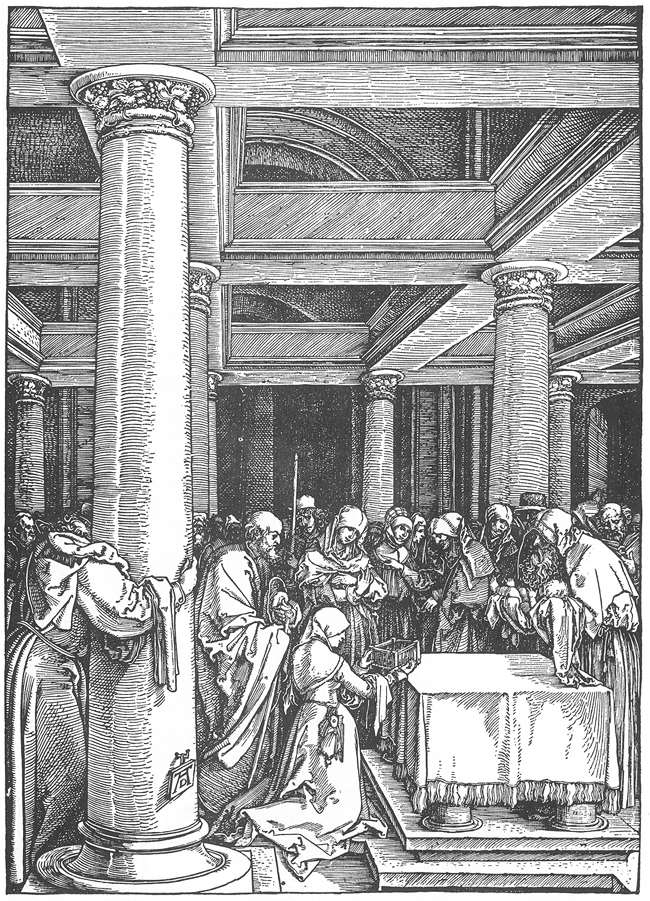
Présentation du Christ au Temple (1505)
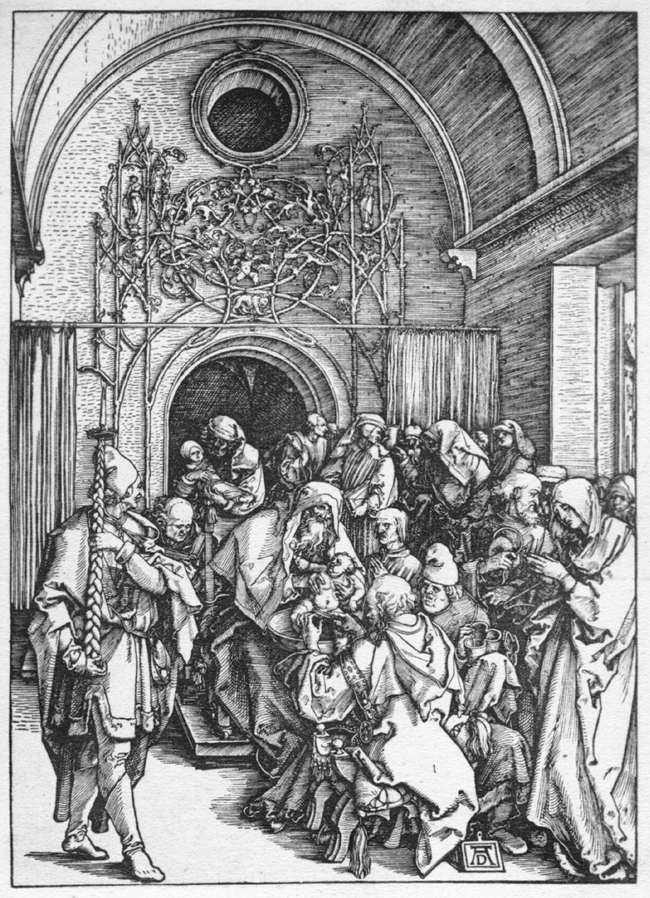
Circoncision du Christ (1505)
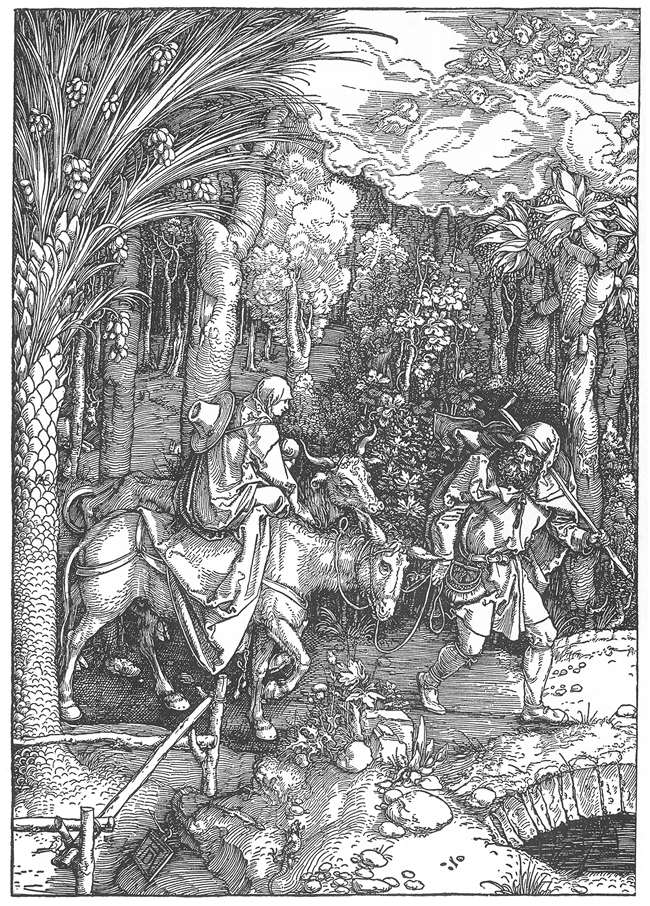
Fuite en Égypte (1503)
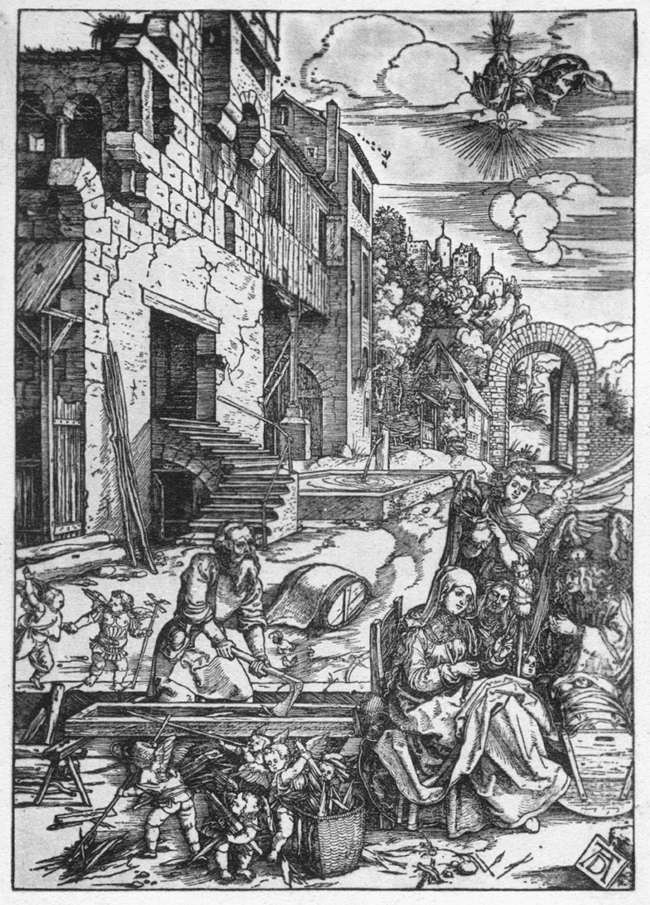
Repos pendant la fuite en Égypte (1504-1505)
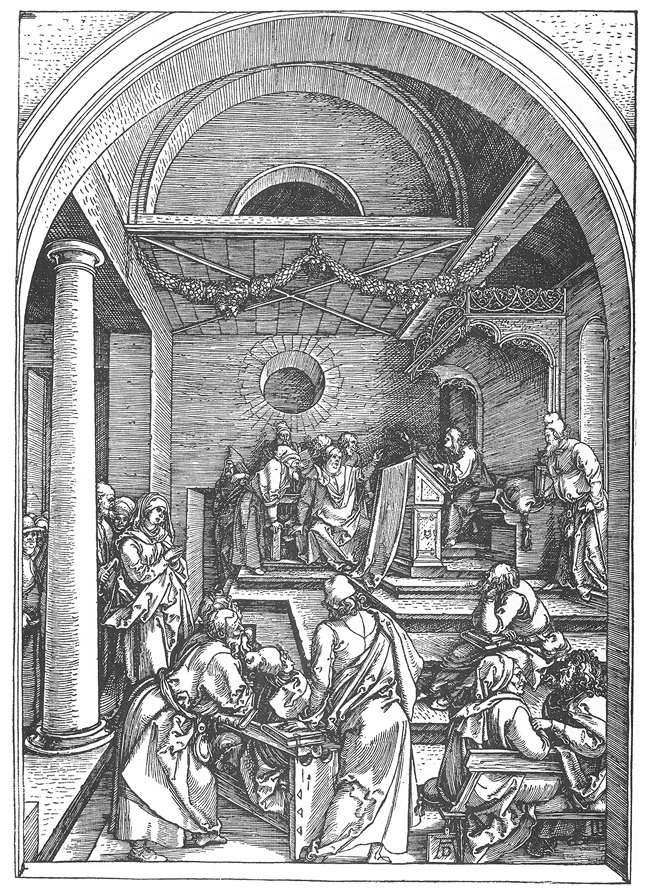
Le Christ parmi les docteurs au temple (1503)
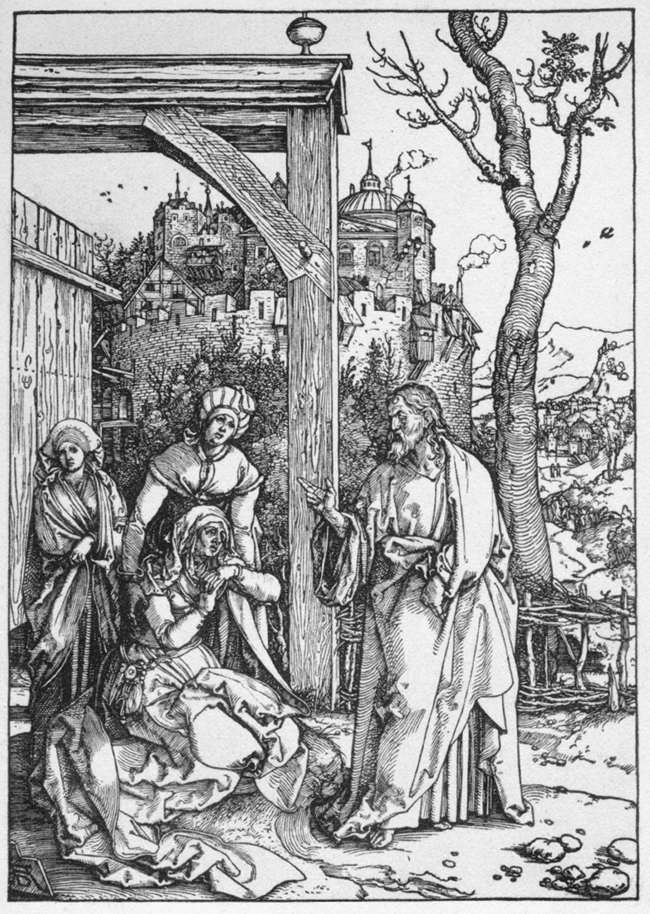
Le Christ prenant congé de sa mère (vers 1505)
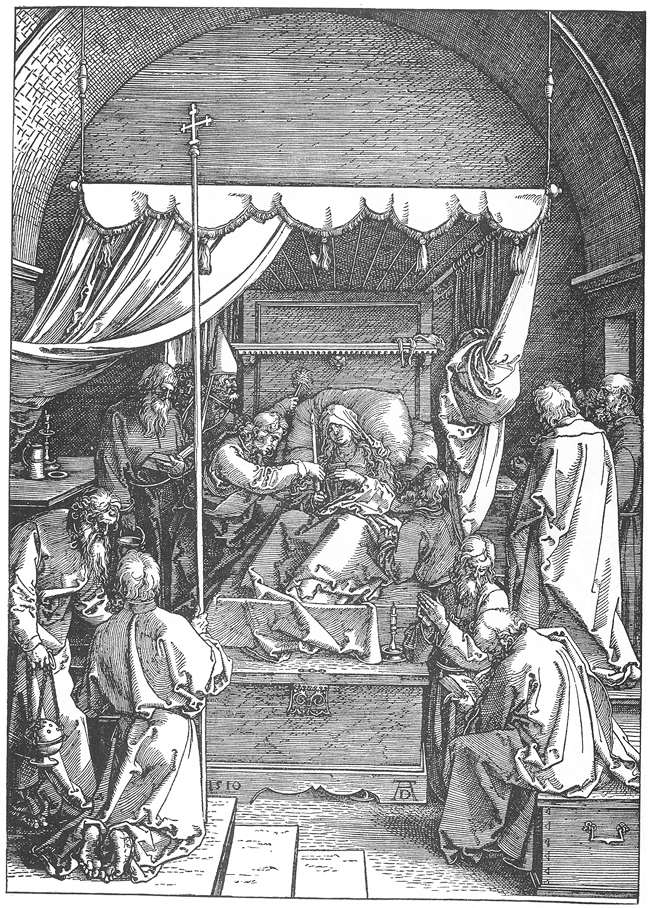
Mort de la Vierge (1510)
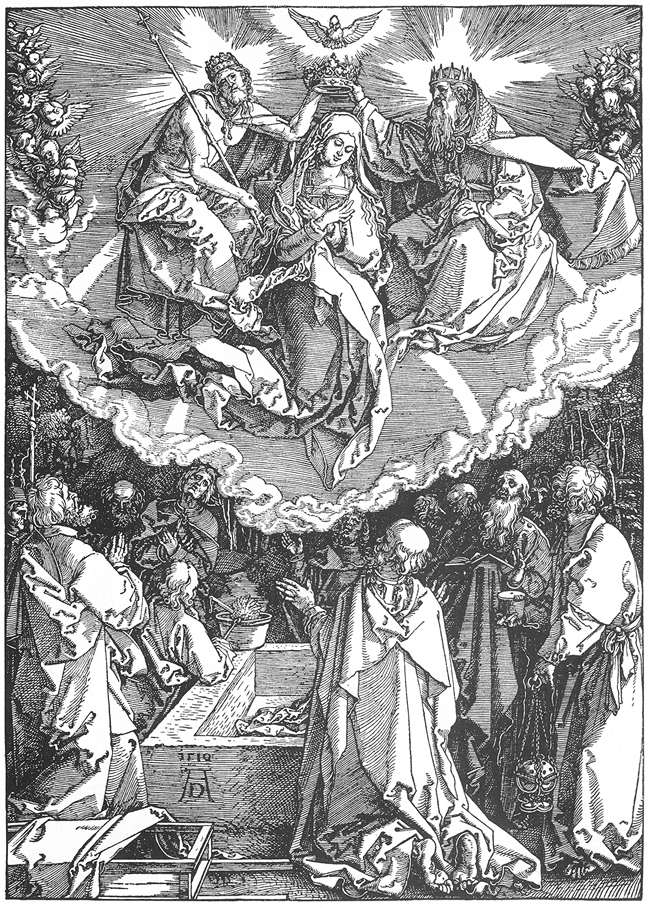
Couronnement de la Vierge (1510)
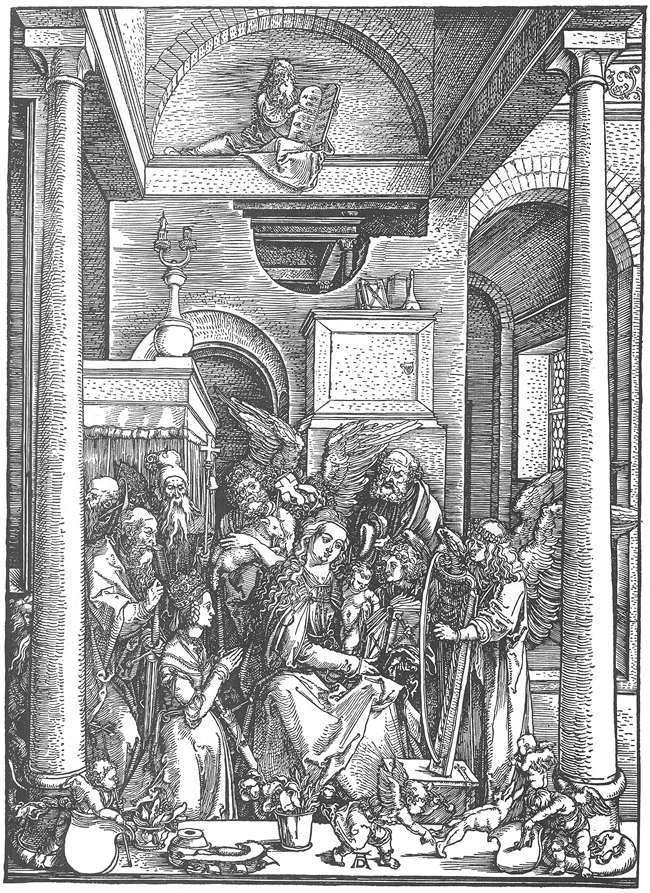
Vierge adorée par les anges et les saints (vers 1510)